# ۳-(تری‌فلوئورومتیل) آنیلین
۳-(تری‌فلوئورومتیل)آنیلین (به انگلیسی: 3-(Trifluoromethyl)aniline) با فرمول شیمیایی C۷H۶F۳N یک ترکیب شیمیایی با شناسه پاب‌کم ۷۳۷۵ است. که جرم مولی آن ۱۶۱٫۱۲ g/mol می‌باشد. 